# Чемпионат СССР по тяжёлой атлетике 1964
39-й чемпионат СССР по тяжёлой атлетике прошёл с 15 по 19 июля 1964 года в Киеве (Украинская ССР). В нём приняли участие 106 атлетов, которые были разделены на 9 весовых категорий и соревновались в троеборье (жим, рывок и толчок).

## Медалисты
| Категория                         | Золото                                        | Золото                         | Серебро                                | Серебро                          | Бронза                                             | Бронза                       |
| До 52 кг (наилегчайший вес)       | Владимир Сметанин Вооружённые Силы Свердловск | 312,5 кг (97,5 + 92,5 + 122,5) | Арнольд Хальфин «Спартак» Львов        | 302,5 кг (97,5 + 90 + 115)       | Геннадий Четин «Труд» Шахты                        | 300 кг (95 + 90 + 115)       |
| До 56 кг (легчайший вес)          | Алексей Вахонин «Труд» Шахты                  | 345 кг (105 + 105 + 135)       | Виктор Марзагулов «Труд» Куйбышев      | 337,5 кг (105 + 100 + 132,5)     | Лев Андрианов «Труд» Шахты                         | 335 кг (105 + 105 + 125)     |
| До 60 кг (полулёгкий вес)         | Евгений Кацура Вооружённые Силы Москва        | 367,5 кг (120 + 110 + 137,5)   | Владимир Ли «Спартак» Фрунзе           | 362,5 кг (122,5 + 105 + 135)     | Николай Варава «Авангард» Луганск                  | 357,5 кг (115 + 102,5 + 140) |
| До 67,5 кг (лёгкий вес)           | Владимир Каплунов Вооружённые Силы Хабаровск  | 422,5 кг (135 + 125 + 162,5)   | Николай Ногайцев «Динамо» Москва       | 405 кг (125 + 122,5 + 157,5)     | Виктор Бушуев «Труд» Горький                       | 405 кг (132,5 + 122,5 + 150) |
| До 75 кг (полусредний вес)        | Виктор Куренцов Вооружённые Силы Хабаровск    | 440 кг (140 + 125 + 175)       | Владимир Беляев Вооружённые Силы Киев  | 432,5 кг (130 + 132,5 + 170)     | Вячеслав Козлов «Спартак» Уфа                      | 430 кг (142,5 + 125 + 162,5) |
| До 82,5 кг (средний вес)          | Виктор Шишов Вооружённые Силы Киев            | 450 кг (135 + 137,5 + 177,5)   | Рудольф Шум Вооружённые Силы Хабаровск | 445 кг (135 + 135 + 175)         | Владимир Инин «Спартак» Донецк                     | 442,5 кг (137,5 + 135 + 170) |
| До 90 кг (полутяжёлый вес)        | Владимир Голованов Вооружённые Силы Хабаровск | 485 кг (162,5 + 140 + 182,5)   | Эдуард Бровко «Спартак» Днепропетровск | 480 кг (155 + 142,5 + 182,5)     | Анатолий Калиниченко «Динамо» Волгоград            | 472,5 кг (150 + 142,5 + 180) |
| До 102,5 кг (тяжёлый вес)         | Роберт Шейерман Вооружённые Силы Свердловск   | 500 кг (170 + 145 + 185)       | Николай Ященок Вооружённые Силы Львов  | 472,5 кг (147,5 + 142,5 + 182,5) | Станислав Червяков Вооружённые Силы Ростов-на-Дону | 467,5 кг (155 + 135 + 177,5) |
| Свыше 102,5 кг (супертяжёлый вес) | Леонид Жаботинский Вооружённые Силы Запорожье | 535 кг (185 + 155 + 195)       | Виктор Андреев «Авангард» Луганск      | 502,5 кг (165 + 147,5 + 190)     | Виктор Поляков Вооружённые Силы Москва             | 490 кг (160 + 150 + 180)     |